# سبرينغر (نيومكسيكو)
سبرينغر (بالإنجليزية: Springer town, New Mexico)‏ هي بلدة تقع بولاية نيومكسيكو في الولايات المتحدة. تبلغ مساحتها 5.84 كم2، وترتفع عن سطح البحر 1767 م، بلغ عدد سكانها 1,047 نسمة في عام 2010 حسب إحصاء مكتب تعداد الولايات المتحدة وتصل الكثافة السكانية فيها 179.3 نسمة لكل كيلومتر مربع (464.4/ميل2).

## التركيبة السكانية
حدّد مكتب تعداد الولايات المتحدة بيانات التركيبة السكانية لسبرينغر في تعداد الولايات المتحدة. في ما يلي، التركيبة السكانية حسب تعدادي 2000 و2010.

### تعداد عام 2000
بلغ عدد سكان سبرينغر 1,285 نسمة بحسب تعداد عام 2000، وبلغ عدد الأسر 520 أسرة وعدد العائلات 373 عائلة مقيمة في البلدة. في حين سجلت الكثافة السكانية 220 نسمة لكل كيلومتر مربع (569.8/ميل2). وبلغ عدد الوحدات السكنية 605 وحدة بمتوسط كثافة قدره 103.6 لكل كيلومتر مربع (268.3/ميل2).
وتوزع التركيب العرقي للبلدة بنسبة 79.46% من البيض و1.09% من الأمريكيين الأصليين و14.94% من الأعراق الأخرى و4.51% من عرقين مختلطين أو أكثر و69.96% من الهسبانيون أو اللاتينيون من أي عرق.
بلغ عدد الأسر 520 أسرة كانت نسبة 36% منها لديها أطفال تحت سن الثامنة عشر تعيش معهم، وبلغت نسبة الأزواج القاطنين مع بعضهم البعض 51.2% من أصل المجموع الكلي للأسر، ونسبة 14.2% من الأسر كان لديها معيلات من الإناث دون وجود شريك، بينما كانت نسبة 6.3% من الأسر لديها معيلون من الذكور دون وجود شريكة وكانت نسبة 28.3% من غير العائلات. تألفت نسبة 26.5% من أصل جميع الأسر من عدة أفراد يعيشون في نفس المنزل ونسبة 13.3% كانت تتألف من شخص يعيش بمفرده يبلغ من العمر 65 عاماً أو أكثر. وبلغ متوسط حجم الأسرة المعيشية 2.41، أما متوسط حجم العائلات فبلغ 2.86.
بلغ العمر الوسطي للسكان 40.3 عاماً. وكانت نسبة 25.9% من القاطنين تحت سن الثامنة عشر، وكانت نسبة 5.2% بين الثامنة عشر والرابعة والعشرين عاماً، ونسبة 25.1% كانت واقعةً في الفئة العمرية ما بين الخامسة والعشرين والرابعة والأربعين عاماً، ونسبة 22.3% كانت ما بين الخامسة والأربعين والرابعة والستين، ونسبة 18.9% كانت ضمن فئة الخامسة والستين عاماً فما فوق. يوجد لكل 100 أنثى 101.3 ذكر، ويوجد لكل 100 أنثى في الثامنة عشر من عمرها فما فوق 96.8 ذكر.
بلغ متوسط دخل الأسرة في البلدة 27,850 دولارًا، أما متوسط دخل العائلة فبلغ 34,563 دولارًا. وكان متوسط دخل الذكور 24,479 دولارًا مقابل 19,000 دولارًا للإناث. وسجل دخل الفرد الخاص بالبلدة 14,606 دولارًا. وكانت نسبة 14.9% من العائلات ونسبة 16.6% من السكان تحت خط الفقر، وكان من هؤلاء نسبة 28.4% تحت سن الثامنة عشر ونسبة 8.9% في الخامسة والستين من العمر وما فوق.

### تعداد عام 2010
بلغ عدد سكان سبرينغر 1,047 نسمة بحسب تعداد عام 2010، وبلغ عدد الأسر 475 أسرة وعدد العائلات 284 عائلة مقيمة في البلدة. في حين سجلت الكثافة السكانية 179.3 نسمة لكل كيلومتر مربع (464.4/ميل2). وبلغ عدد الوحدات السكنية 592 وحدة بمتوسط كثافة قدره 101.4 لكل كيلومتر مربع (262.6/ميل2).
وتوزع التركيب العرقي للبلدة بنسبة 77.36% من البيض و0.19% من الأمريكيين الأفارقة و0.96% من الأمريكيين الأصليين و0.38% من الأمريكيين ذوي الأصول الآسيوية و18.91% من الأعراق الأخرى و2.20% من عرقين مختلطين أو أكثر و64.76% من الهسبانيون أو اللاتينيون من أي عرق.
بلغ عدد الأسر 475 أسرة كانت نسبة 25.9% منها لديها أطفال تحت سن الثامنة عشر تعيش معهم، وبلغت نسبة الأزواج القاطنين مع بعضهم البعض 39.4% من أصل المجموع الكلي للأسر، ونسبة 13.3% من الأسر كان لديها معيلات من الإناث دون وجود شريك، بينما كانت نسبة 7.2% من الأسر لديها معيلون من الذكور دون وجود شريكة وكانت نسبة 40.2% من غير العائلات. تألفت نسبة 36.6% من أصل جميع الأسر من عدة أفراد يعيشون في نفس المنزل ونسبة 16.8% كانت تتألف من شخص يعيش بمفرده يبلغ من العمر 65 عاماً أو أكثر. وبلغ متوسط حجم الأسرة المعيشية 2.14، أما متوسط حجم العائلات فبلغ 2.76.
بلغ العمر الوسطي للسكان 48.7 عاماً. وكانت نسبة 20.8% من القاطنين تحت سن الثامنة عشر، وكانت نسبة 6.4% بين الثامنة عشر والرابعة والعشرين عاماً، ونسبة 18.5% كانت واقعةً في الفئة العمرية ما بين الخامسة والعشرين والرابعة والأربعين عاماً، ونسبة 28.6% كانت ما بين الخامسة والأربعين والرابعة والستين، ونسبة 25.7% كانت ضمن فئة الخامسة والستين عاماً فما فوق. وتوزع التركيب الجنسي للسكان بنسبة 48.8% ذكور و51.2% إناث.